# Chukwuemeka Odumegwu Ojukwu

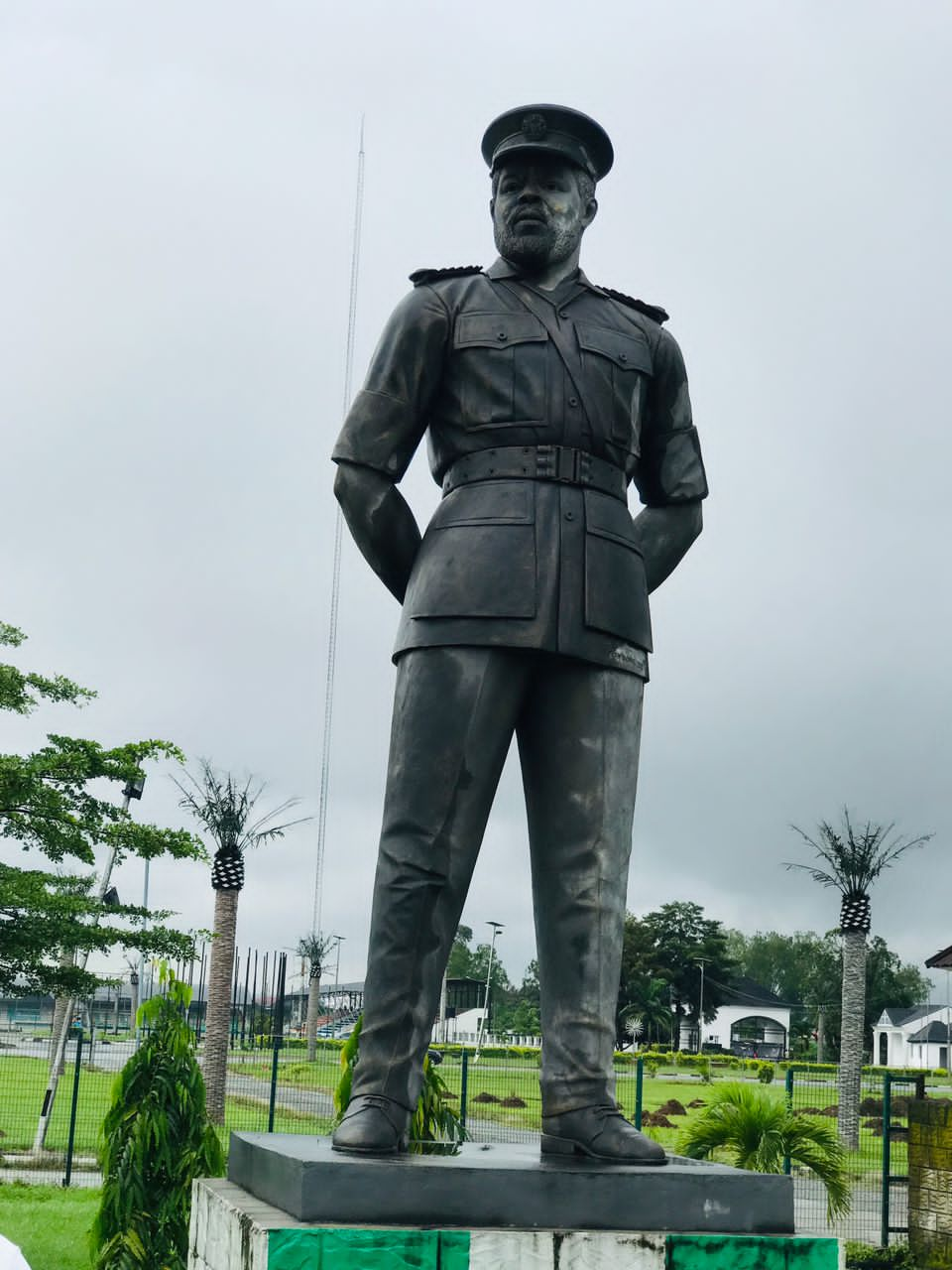
Skulptur von Chukwuemeka Odumegwu Ojukwu

Chukwuemeka Odumegwu Ojukwu (* 4. November 1933 in Zungeru, Nordnigeria; † 26. November 2011 in London) war ein nigerianischer Offizier und Politiker. Er war 1967 bis 1970 Präsident Biafras.

## Leben
Ojukwu entstammte einer reichen Familie aus dem Volk der Igbo. 1957 trat er in die Nigerianischen Streitkräfte ein. Nach einem Geschichtsstudium in Oxford und dem Besuch einer englischen Militärakademie wurde er 1966 Militärgouverneur der Ostregion Nigerias.
Nach den Pogromen gegen die Igbo in der Nordregion traf sich Ojukwu mit Nigerias neuem Präsidenten Yakubu Gowon am 4. und 5. Januar 1967 in Aburi in Ghana, wobei beide Seiten eine Einigung erzielen konnten. Als Ojukwu die Erdöleinnahmen seiner Region der Zentralregierung in Lagos entzog, verkündete Gowon am 5. Mai 1967, das Land statt wie bisher in drei Regionen in zwölf Bundesstaaten zu unterteilen, wobei dem Staat mit überwiegender Igbo-Bevölkerung weder die Ölvorkommen noch ein Zugang zum Meer verblieben wäre. Ojukwu erklärte am 30. Mai 1967 die Ostregion als Republik Biafra für unabhängig. Von 1967 bis 1970 war er Staatschef von Biafra und Oberbefehlshaber der Streitkräfte Biafras. 
Der Krieg begann in den frühen Morgenstunden des 6. Juli 1967, als nigerianische Truppen die Grenzen Biafras überschritten. Zu den Taktiken des nigerianischen Militärs während des Krieges gehörten eine Wirtschaftsblockade und die absichtliche Zerstörung von landwirtschaftlichen Flächen.  Schon vor dem Krieg war das Gebiet ein Nettoimporteur von Lebensmitteln und auf die Einnahmen aus den Ölfeldern angewiesen, um seine Bevölkerung zu ernähren.
Am 18. Mai 1968 eroberten die nigerianischen Truppen die wichtige Hafenstadt Port Harcourt. Biafra verlor damit den Zugang zum Meer und die freie Versorgung von außen. Da die Blockade die Öleinnahmen schmälerte und die Zerstörung der landwirtschaftlichen Flächen die Nahrungsmittelproduktion reduzierte, kam es zu Massenvertreibungen und zum Verhungern der Bevölkerung. Man geht davon aus, dass zwei bis drei Millionen Menschen in dem Konflikt starben, die meisten durch Hunger und Krankheiten.
Nachdem es vom Herbst 1968 an etwa ein Jahr lang nach einer militärischen Patt-Situation aussah, war das zunehmend geschwächte Biafra der im Dezember 1969 einsetzenden Schlussoffensive von Gowons Truppen nicht mehr gewachsen. Nach der militärischen Niederlage im Biafra-Krieg ging er ins Exil in die Republik Elfenbeinküste. In dieser Situation der Unruhen, des Hungers und des Zusammenbruchs übernahm sein Stellvertreter Philip Effiong die Führung.  Effiong wurde am 8. Januar 1970 amtierendes Staatsoberhaupt von Biafra und kündigte am 12. Januar die Kapitulation an, die er am 15. Januar 1970 in der Dodan-Kaserne in Lagos in Anwesenheit von Nigerias Staatspräsident und General Yakubu Gowon verkündete.
Ojukwu wurde 1982 amnestiert. Danach war er in Nigeria wieder politisch tätig, wo er im Bundesstaat Anambra lebte. Er galt bis zuletzt als Befürworter einer weitgehenden Autonomie bzw. Unabhängigkeit der Igbo-Region (Städtedreieck Enugu-Onitsha-Umuahia). Im Jahre 2003 war er Präsidentschaftskandidat. Der frühere Präsident Goodluck Jonathan lobte ihn für seine konstruktive Rolle nach Kriegsende.